# Бутин, Сергей Владимирович
Серге́й Влади́мирович Бу́тин (род. 4 апреля 1964) — российский дипломат. Чрезвычайный и полномочный посол (2020). Первый заместитель министра иностранных дел Российской Федерации с 17 августа 2024 года.

## Биография
Окончил Институт стран Азии и Африки при МГУ им. М. В. Ломоносова (1987). На дипломатической работе с 1996 года. Владеет японским и английским языками.
- В 1998—2004 годах — вице-консул Российской Федерации в Ниигате (Япония).
- В 2007—2010 годах — начальник отдела в Генеральном секретариате (Департаменте) МИД России.
- В 2010—2011 годах — генеральный консул Российской Федерации в Ниигате (Япония).
- В 2011—2013 годах — советник-посланник Посольства России в Японии.
- В 2013—2017 годах — заместитель директора Генерального секретариата (Департамента), руководитель Секретариата министра иностранных дел.
- В 2017—2023 годах — директор Генерального секретариата (Департамента), руководитель Секретариата министра иностранных дел.
- С 22 мая 2023 по 17 августа 2024 года — заместитель министра — руководитель аппарата министра иностранных дел Российской Федерации[1].
- С 17 августа 2024 года —  первый заместитель министра иностранных дел Российской Федерации[2].

## Дипломатический ранг
- Чрезвычайный и полномочный посланник 2 класса (4 февраля 2013)[3].
- Чрезвычайный и полномочный посланник 1 класса (17 октября 2016)[4].
- Чрезвычайный и полномочный посол (8 июня 2020)[5].

## Награды и почётные звания
- Орден Александра Невского (12 мая 2023) — За большой вклад в реализацию внешнеполитического курса Российской Федерации и многолетнюю добросовестную дипломатическую службу[6].
- Орден Дружбы (30 мая 2018) — За большой вклад в реализацию внешнеполитического курса Российской Федерации и многолетнюю добросовестную работу[7].
- Медаль ордена «За заслуги перед Отечеством» II степени (10 февраля 2012) — За отвагу и высокий профессионализм, проявленные при исполнении служебного долга в условиях чрезвычайной ситуации в Японии[8].
- Почётная грамота президента Российской Федерации (1 апреля 2024) — за заслуги в реализации внешнеполитического курса Российской Федерации[9].
- Почётный работник Министерства иностранных дел Российской Федерации.